# Unité des Communes valdôtaines Walser
L'Unité des Communes valdôtaines Walser (in tedesco Union der Aostataler Walsergemeinden, in italiano Unione dei comuni valdostani Walser), denominata fino al 2014 Comunità montana Walser Alta Valle del Lys (in tedesco Walser Berggemeinschaft Oberlystal, in francese Communauté de Montagne Walser Haute Vallée du Lys), è un comprensorio montano che unisce 4 comuni della Valle del Lys (o Valle di Gressoney).

## Scopo
Suo scopo principale è quello di salvaguardare la cultura walser e il trilinguismo (italiano-francese-tedesco) tipico di questa valle.

## Attività

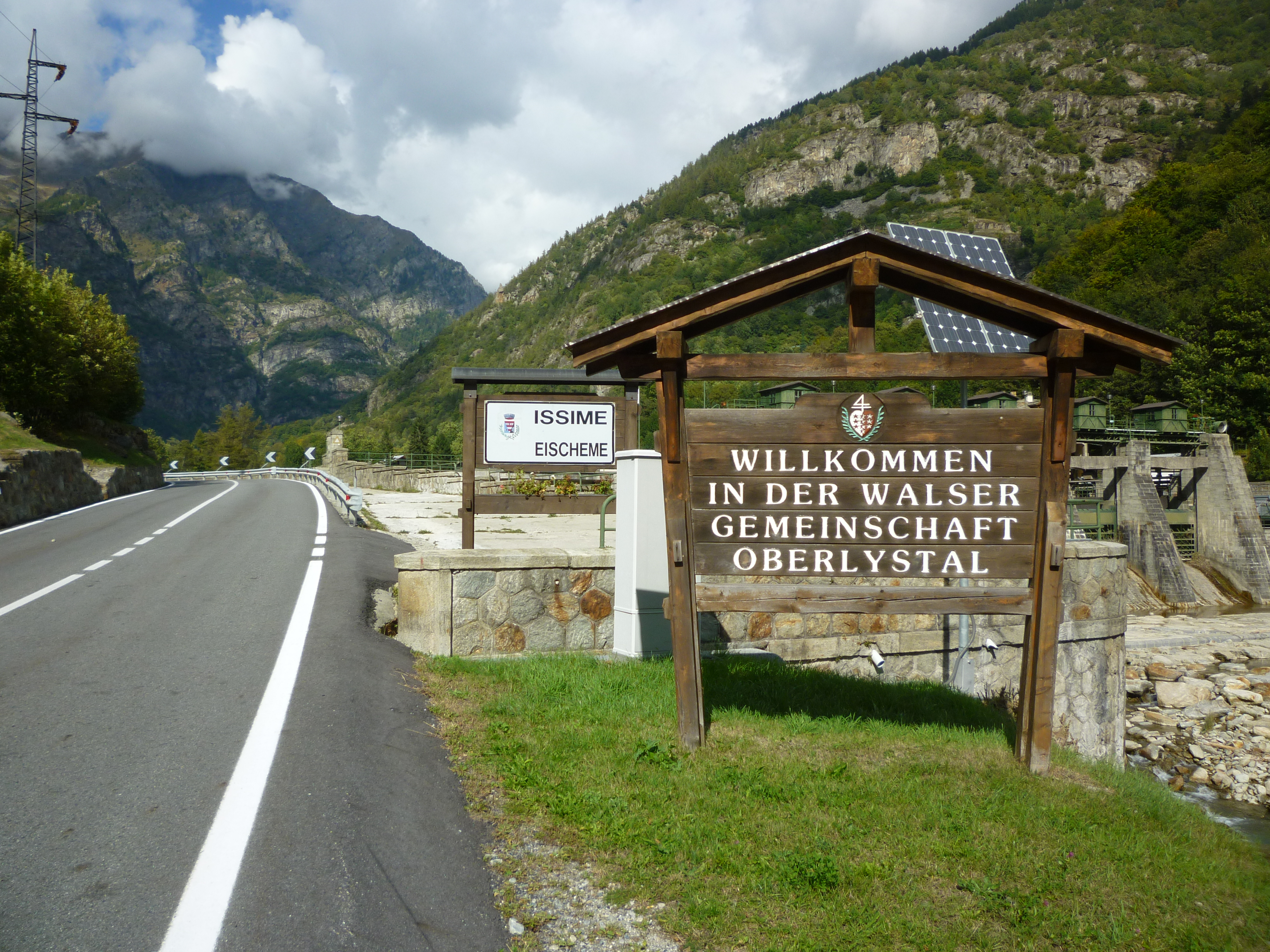
Cartello di benvenuto all'ingresso del comune di Issime e della comunità montana

Negli anni ha sviluppato soprattutto le seguenti attività:
- salvaguardia dell'architettura tipica della valle
- sviluppo del turismo.

## Sede
La sede si trova a Issime.

## Comuni
Ne fanno parte i Comuni di Issime, Gaby, Gressoney-Saint-Jean e Gressoney-La-Trinité.